# Брюнен, Леон

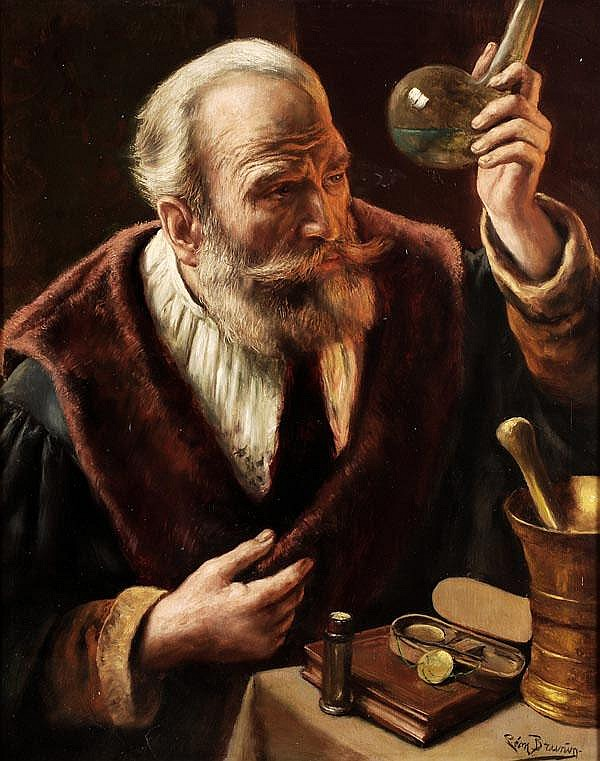
Алхимик

Леон Брюнен (фр. Leon Brunin, подписывался также Леон де Мётер, фр. Léon de Meuter; 20 ноября 1861 — 13 марта 1949) — бельгийский художник.

## Биография
С восьмилетнего возраста учился в Антверпенской академии изящных искусств — сперва в мастерской скульптора Франса Йориса, а затем, переключившись на живопись, у Полидора Бофо и Шарля Верла; с последним у него установилась многолетняя дружба. В 1883 году Брюнен стал одним из соучредителей антверпенской группы художников с забавным названием «Как могу» (нидерл. Als ik kan), в которой, в частности, начинал Анри ван де Велде, однако уже спустя пять лет вышел из состава группы. На рубеже XIX—XX веков Брюнен участвовал в выставках и аукционах в Бельгии, Франции, Германии и США. С 1886 года он преподавал в Антверпенской академии изящных искусств.
Манера Брюнена носила довольно консервативный характер и сформировалась под ощутимым влиянием Рембрандта (любопытно, что Брюнену, в частности, принадлежит полотно «Рембрандт и Саския»). Повлиял на него и Анри де Бракелер (сын Фердинанда де Бракелера). Большая часть работ Брюнена — стилизованные портреты («Алхимик», «Нумизмат», «Портрет Моше Йоса де Смедта», «Мужчина с виолончелью») и жанровые сцены («Хорошая карта», «Едоки мидий», «Визит Бенвенуто Челлини») в академическом ключе, помещающие модель в средневековые декорации и апеллирующие к классической живописи. Изредка также встречаются виды окрестностей Антверпена. Ранний автопортрет («Художник в своей мастерской», 1884) свидетельствует о возможностях иного развития таланта художника.